# Megachile auriceps
Megachile auriceps là một loài Hymenoptera trong họ Megachilidae. Loài này được Meade-Waldo mô tả khoa học năm 1914.